# اهالیا (فیلم ۲۰۱۵)
اهالیا (به هندی: Ahalya) فیلمی محصول سال ۲۰۱۵ و به کارگردانی سوجوی گوش است. در این فیلم بازیگرانی همچون رادیکا آپته، سومیترا چاترجی و توتا روی چادری ایفای نقش کرده‌اند.